# Listă de filme fantastice din anii 2010
Aceasta este o listă de filme fantastice din anii 2010:
-->

## Lista
Format:TOCyears
| Titlu                                                                    | Regizor                                    | Distribuția | Țara                                        | Studio | Note            | Premiera                         |
| ------------------------------------------------------------------------ | ------------------------------------------ | --- | ------------------------------------------- | --- | --------------- | -------------------------------- |
| 2010                                                                     |                                            | |                                             | |                 |                                  |
| Alice in Wonderland                                                      | Tim Burton                                 | Mia Wasikowska, Johnny Depp, Helena Bonham Carter, Anne Hathaway, Stephen Fry, Matt Lucas, Alan Rickman, Christopher Lee | SUA                                         | Roth Films, Team Todd, The Zanuck Company Walt Disney Studios Motion Pictures (distribuție)                                           | [ 1 ]           | 5 martie 2010                    |
| Arrietty                                                                 | Hiromasa Yonebayashi                       | Moises Arias, Bridgit Mendler, David Henrie, Carol Burnett, Will Arnett, Amy Poehler | Japonia                                     | Studio GhibliToho (distribuție) | [ 2 ]           | 17 iulie 2010 (Japonia)          |
| Arthur 3: The War of Two Worlds                                          | Luc Besson                                 | | Franța                                      | EuropaCorp | [ 3 ]           | 13 octombrie 2010 (Franța)       |
| The Chronicles of Narnia: The Voyage of the Dawn Treader                 | Michael Apted                              | Ben Barnes, Skandar Keynes, Georgie Henley, Liam Neeson | SUA                                         | 20th Century Fox (distribuție) Fox 2000 Pictures, Walden Media, Dune Entertainment                                                    | [ 4 ]           | 10 decembrie 2010                |
| Clash of the Titans                                                      | Louis Leterrier                            | Sam Worthington, Liam Neeson, Ralph Fiennes, Gemma Arterton, Mads Mikkelsen, Luke Evans, Liam Cunningham, Danny Huston | SUA                                         | Legendary Pictures, Thunder Road Pictures, The Zanuck Company Warner Bros. Pictures (distribuție)                                     | [ 5 ]           | 2 April 2010                     |
| Dante's Inferno: An Animated Epic                                        | Mike Disa, Shukō Murase, Yosuomi Umetsu    | Steve Blum, Graham McTavish, Peter Jessop | Japonia                                     | Film Roman, Production I.G., Dong Woo Animation                                                                                       | [ 6 ]           | 9 februarie 2010                 |
| Dark World                                                               | Anton Megerdichev                          | Svetlana Ivanova, Ivan Zhidkov | Rusia                                       | Central Partnership, Shaman PicturesCentral Partnership (distribuție)                                                                 |                 | 7 octombrie 2010 (Rusia)         |
| The Extraordinary Adventures of Adèle Blanc-Sec                          | Luc Besson                                 | Louise Bourgoin, Mathieu Amalric, Gilles Lellouche | Franța                                      | EuropaCorp | [ 7 ]           | 14 April 2010 (Franța)           |
| Gulliver's Travels                                                       | Rob Letterman                              | Jack Black, Emily Blunt, Jason Segel | SUA                                         | 20th Century Fox, Dune Entertainment, Davis Entertainment20th Century Fox (distribuție)                                               | [ 8 ]           | 25 decembrie 2010                |
| Harry Potter and the Deathly Hallows – Part 1                            | David Yates                                | Daniel Radcliffe, Rupert Grint, Emma Watson, Ralph Fiennes, Helena Bonham Carter, Tom Felton, Alan Rickman, Jason Isaacs, Brendan Gleeson, Helen McCrory, Julie Walters, John Hurt, Toby Jones                                 | SUA Regatul Unit                            | Heyday FilmsWarner Bros. (distribuție)                                                                                                | [ 9 ]           | 19 November 2010                 |
| How to Train Your Dragon                                                 | Chris Sanders, Dean DeBlois                | Jay Baruchel, Gerard Butler, Craig Ferguson, America Ferrera | SUA                                         | DreamWorks AnimationParamount Pictures (distribuție)                                                                                  | [ 10 ]          | 26 March 2010                    |
| The Last Airbender                                                       | M. Night Shyamalan                         | Noah Ringer, Jackson Rathbone, Dev Patel | SUA                                         | Paramount Pictures, Nickelodeon Movies, The Kennedy/Marshall Company, Industrial Light & MagicParamount Pictures (distribuție)        | [ 11 ]          | 1 iulie 2010                     |
| Legend of the Guardians: The Owls of Ga'Hoole                            | Zack Snyder                                | Jim Sturgess, Joel Edgerton, Geoffrey Rush, Hugo Weaving | SUA Australia                               | Village Roadshow Pictures, Animal Logic, FortyFour StudiosWarner Bros. (distribuție)                                                  | [ 12 ]          | 24 septembrie 2010               |
| Nanny McPhee and the Big Bang                                            | Susanna White                              | Emma Thompson, Ralph Fiennes, Maggie Gyllenhaal | SUA                                         | StudioCanal, Relativity Media, Working Title Films, Three Strange AngelsUniversal Studios (distribuție)                               | [ 13 ]          | 20 august 2010                   |
| The Nutcracker in 3D                                                     | Andrei Konchalovsky                        | Elle Fanning, Nathan Lane, Franțas de la Tour | Hungary Regatul Unit                        | Freestyle Releasing (USA distribution)                                                                                                | [ 14 ]          | 24 November 2010 (USA / limited) |
| Percy Jackson & the Olympians: The Lightning Thief                       | Chris Columbus                             | Logan Lerman, Brandon T. Jackson, Alexandra Daddario, Steve Coogan, Pierce Brosnan | SUA                                         | Fox 2000 Pictures, 1492 Pictures, Sunswept Entertainment20th Century Fox (distribuție)                                                | [ 15 ]          | 12 februarie 2010                |
| Prince of Persia: The Sands of Time                                      | Mike Newell                                | Jake Gyllenhaal, Gemma Arterton, Alfred Molina, Ben Kingsley | SUA                                         | Walt Disney Pictures, Jerry Bruckheimer FilmsWalt Disney Studios Motion Pictures (distribuție)                                        | [ 16 ]          | 28 May 2010                      |
| Rare Exports: A Christmas Tale                                           | Jalmari Helander                           | Onni Tommita, Jorma Tommila, Per Christian Ellefsen | Franța Finland Sweden Norway                | Icon Film Distribution (UK distribution)                                                                                              | [ 17 ]          | 3 decembrie 2010                 |
| Red: Werewolf Hunter                                                     | Sheldon Wilson                             | Felicia Day, Kavan Smith, Steven McHattie | Canada                                      | Syfy | [ 18 ]          | 30 octombrie 2010                |
| Shrek Forever After                                                      | Mike Mitchell                              | Mike Myers, Eddie Murphy, Cameron Diaz, Antonio Banderas | SUA                                         | DreamWorks AnimationParamount Pictures (distribuție)                                                                                  | [ 19 ]          | 21 May 2010                      |
| The Sorcerer's Apprentice                                                | Jon Turteltaub                             | Nicolas Cage, Jay Baruchel, Alfred Molina | SUA                                         | Walt Disney Pictures, Jerry Bruckheimer Films, Saturn Films, Broken Road ProductionsWalt Disney Studios Motion Pictures (distribuție) | [ 20 ]          | 14 iulie 2010                    |
| The Strange Case of Angelica                                             | Manoel de Oliveira                         | Pilar López de Ayala, Ricardo Trêpa, Filipe Vargas | Franța Portugal Spain Brazil                | The Cinema Guild (USA distribution)                                                                                                   | [ 21 ]          | 29 decembrie 2010 (USA)          |
| Tangled                                                                  | Nathan Greno, Byron Howard                 | Mandy Moore, Zachary Levi | SUA                                         | Walt Disney Pictures, Walt Disney Animation StudiosWalt Disney Studios Motion Pictures (distribuție)                                  |                 | 24 November 2010                 |
| The Tempest                                                              | Julie Taymor                               | Helen Mirren, Felicity Jones, Djimon Hounsou | SUA                                         | Miramax, TalkStory Productions, Artemis FilmsTouchstone Pictures (distribuție)                                                        | [ 22 ]          | 10 decembrie 2010 (limited)      |
| Three Bogatyrs and the Shamakhan Queen                                   | Sergey Glezin                              | Sergei Makovetsky, Konstantin Bronzit | Rusia                                       | |                 |                                  |
| Tooth Fairy                                                              | Michael Lembeck                            | Dwayne Johnson, Ashley Judd, Julie Andrews | Canada SUA                                  | Twentieth Century Fox, Walden Media, Mayhem Pictures, Blumhouse Productions, Dune Entertainment20th Century Fox (distribuție)         | [ 23 ]          | 22 ianuarie 2010                 |
| Toy Story 3                                                              | Lee Unkrich                                | Tom Hanks, Tim Allen, Joan Cusack | SUA                                         | Pixar Animation Studios, Walt Disney PicturesWalt Disney Studios Motion Pictures (distribuție)                                        | [ 24 ]          | 18 June 2010                     |
| Trollhunter                                                              | André Øvredal                              | Otto Jespersen, Hans Morten Hansen, Tomas Alf Larsen | Norway                                      | | [ 25 ]          | 29 octombrie 2010 (Norway)       |
| The Twilight Saga: Eclipse                                               | David Slade                                | Robert Pattinson, Kristen Stewart, Taylor Lautner | SUA                                         | Summit Entertainment, Temple Hill Entertainment, Maverick FilmsSummit Entertainment (distribuție)                                     | [ 26 ]          | 30 June 2010                     |
| Uncle Boonmee Who Can Recall His Past Lives                              | Apichatpong Weerasethakul                  | Thanapat Saisaymar, Jenjira Pongpas, Sakda Kaewbuadee | Franța Germania Spain Regatul Unit Thailand | Kick the Machine | [ 27 ]          | 1 septembrie 2010 (Franța)       |
| When in Rome                                                             | Mark Steven Johnson                        | Kristen Bell, Josh Duhamel, Anjelica Huston | SUA                                         | Touchstone Pictures, Krasnoff Foster ProductionsWalt Disney Studios Motion Pictures (distribuție)                                     | [ 28 ]          | 29 ianuarie 2010                 |
| 2011                                                                     |                                            | |                                             | |                 |                                  |
| Beastly                                                                  | Daniel Barnz                               | Alex Pettyfer, Vanessa Hudgens, Mary-Kate Olsen | SUA                                         | CBS Films | [ 29 ]          | 4 March 2011                     |
| The Change-Up                                                            | David Dobkin                               | Ryan Reynolds, Jason Bateman, Leslie Mann | SUA                                         | Universal Pictures, Relativity Media, Original Film, Big Kid PicturesUniversal Pictures (distribuție)                                 | [ 30 ]          | 5 august 2011                    |
| A Chinese Ghost Story                                                    | Wilson Yip                                 | Louis Koo, Crystal Liu, Yu Shaoqun | Hong Kong China                             | | [ 31 ]          | 28 April 2011                    |
| Conan the Barbarian                                                      | Marcus Nispel                              | Jason Momoa, Rose McGowan, Stephen Lang | SUA                                         | Millennium FilmsLionsgate (distribuție)                                                                                               | [ 32 ]          | 19 august 2011                   |
| Dawn of the Dragonslayer                                                 | Richard McWilliams                         | Nicola Posener, Philip Brodie, Ian Cullen | SUA                                         | Arrowstorm EntertainmentPhase 4 Films (USA DVD)                                                                                       | [ 33 ]          | 18 septembrie 2012               |
| Drive Angry                                                              | Patrick Lussier                            | Nicolas Cage, Amber Heard, William Fichtner | SUA                                         | Millennium Films, Nu Image, Saturn Films                                                                                              | [ 34 ]          | 25 februarie 2011                |
| Gnomeo and Juliet                                                        | Kelly Asbury                               | James McAvoy, Emily Blunt, Jason Statham, Maggie Smith, Michael Caine | Regatul Unit                                | Touchstone Pictures, Rocket PicturesEntertainment One (UK distribution)                                                               | [ 35 ]          | 11 februarie 2011                |
| Harry Potter and the Deathly Hallows – Part 2                            | David Yates                                | Daniel Radcliffe, Rupert Grint, Emma Watson, Ralph Fiennes, Alan Rickman, Maggie Smith, Helena Bonham Carter, John Hurt, Helen McCrory, Julie Walters, Tom Felton, Jason Isaacs, Robbie Coltrane                               | SUA                                         | Heyday FilmsWarner Bros. (distribuție)                                                                                                | [ 36 ]          | 15 iulie 2011                    |
| Hoodwinked Too! Hood vs. Evil                                            | Mike Disa                                  | Glenn Close, Hayden Panettiere, Martin Short | SUA                                         | The Weinstein Company, Kanbar EntertainmentThe Weinstein Company (distribuție)                                                        | [ 37 ]          | 29 April 2011                    |
| Hop                                                                      | Tim Hill                                   | James Marsden, Russell Brand, Kaley Cuoco | SUA                                         | Illumination Entertainment, Relativity MediaUniversal Pictures (distribuție)                                                          | [ 38 ]          | 1 April 2011                     |
| Hugo                                                                     | Martin Scorsese                            | Ben Kingsley, Asa Butterfield, Sacha Baron Cohen, Chloë Grace Moretz, Helen McCrory | SUA                                         | Paramount Pictures, GK FilmsParamount Pictures (distribuție)                                                                          | [ 39 ]          | 23 November 2011                 |
| Immortals                                                                | Tarsem Singh                               | Henry Cavill, Stephen Dorff, Luke Evans, Mickey Rourke, John Hurt | SUA                                         | Relativity Media | [ 40 ]          | 11 November 2011                 |
| Legend of the Millennium Dragon                                          | Hirotsugu Kawasaki                         | | Japonia                                     | Sony Pictures Entertainment | [ 41 ]          | 29 April 2011 (Japonia)          |
| Level Up                                                                 | Derek Gulley, David Schneiderman           | Gaelan Connell, Connor Del Rio, Jessie T. Usher | SUA                                         | |                 | 23 November 2011                 |
| Midnight in Paris                                                        | Woody Allen                                | Owen Wilson, Rachel McAdams, Marion Cotillard | Spain SUA                                   | Sony Pictures Classics (USA distribution)                                                                                             | [ 42 ]          | 20 May 2011 (limited)            |
| Mural                                                                    | Gordon Chan                                | Deng Chao, Sun Li, Yan Ni | China Hong Kong                             | Enlight Pictures | [ 43 ]          | 29 septembrie 2011 (China)       |
| Night Fishing                                                            | Park Chan-wook                             | | South Korea                                 | | [ 44 ]          | 27 ianuarie 2011                 |
| One Fall                                                                 | Marcus Dean Fuller                         | Marcus Dean Fuller, Zoe McLellan, Seamus Mulcahy | SUA                                         | | [ 45 ]          | 9 septembrie 2011                |
| Passion Play                                                             | Mitch Glazer                               | Mickey Rourke, Megan Fox, Bill Murray | SUA                                         | | [ 46 ]          | 6 May 2011 (limited)             |
| Pirates of the Caribbean: On Stranger Tides                              | Rob Marshall                               | Johnny Depp, Penélope Cruz, Geoffrey Rush, Ian McShane | SUA                                         | | [ 47 ]          |                                  |
| Puss in Boots                                                            | Chris Miller                               | Antonio Banderas, Salma Hayek, Zach Galifianakis | SUA                                         | | [ 48 ]          |                                  |
| Red Riding Hood                                                          | Catherine Hardwicke                        | Amanda Seyfried, Gary Oldman, Julie Christie | SUA                                         | | [ 49 ]          |                                  |
| Sex and Zen 3D: Extreme Ecstasy                                          | Christopher Sun                            | Hayama Hiro, Hara Saori, Leni Lan | Hong Kong                                   | | [ 50 ]          |                                  |
| The Sorcerer and the White Snake                                         | Tony Ching                                 | Jet Li, Eva Huang, Raymond Lam | China                                       | | [ 51 ]          |                                  |
| Les Contes de la nuit                                                    | Michel Ocelot                              | | Franța                                      | | [ 52 ]          |                                  |
| Three Bogatyrs Far Far Away                                              | Konstantin Feoktistov                      | Sergei Makovetsky, Konstantin Bronzit | Rusia                                       | |                 |                                  |
| Thor                                                                     | Kenneth Branagh                            | Chris Hemsworth, Tom Hiddleston, Natalie Portman, Stellan Skarsgård, Idris Elba, Anthony Hopkins | SUA                                         | | [ 53 ]          |                                  |
| The Smurfs                                                               | Raja Gosnell                               | Jonathan Winters, Katy Perry, Hank Azaria | SUA                                         | | [ 54 ]          |                                  |
| Sucker Punch                                                             | Zack Snyder                                | Emily Browning, Vanessa Hudgens, Abbie Cornish | SUA                                         | | [ 55 ]          |                                  |
| The Twilight Saga: Breaking Dawn - Part 1                                | Bill Condon                                | Robert Pattinson, Kristen Stewart, Taylor Lautner | SUA                                         | | [ 56 ]          |                                  |
| The Witches of Oz                                                        | Leigh Scott                                | Christopher Lloyd, Sean Astin, Ethan Embry | SUA                                         | | [ 57 ]          |                                  |
| Your Highness                                                            | David Gordon Green                         | Danny McBride, James Franco, Natalie Portman | SUA                                         | | [ 58 ]          |                                  |
| 2012                                                                     |                                            | |                                             | |                 |                                  |
| Abraham Lincoln: Vampire Hunter                                          | Timur Bekmambetov                          | Benjamin Walker, Dominic Cooper, Anthony Mackie | SUA                                         | | [ 59 ]          |                                  |
| The Amazing Adventures of the Living Corpse                              | Justin Paul Ritter                         | Michael Villar, Marshall Hilton, Ryan McGivern | SUA                                         | Shoreline Entertainment | [ 60 ]          | iulie 14, 2012                   |
| The Amazing Spider-Man                                                   | Marc Webb                                  | Andrew Garfield, Emma Stone, Rhys Ifans, Sally Field | SUA                                         | | [ 61 ]          |                                  |
| Beasts of the Southern Wild                                              | Benh Zeitlin                               | Quvenzhané Wallis, Dwight Henry, Lowell Landes | SUA                                         | | [ 62 ]          |                                  |
| Brave                                                                    | Mark Andrews, Brenda Chapman               | Kelly Macdonald, Emma Thompson, Billy Connolly | SUA                                         | | [ 63 ]          |                                  |
| Chronicle                                                                | Josh Trank                                 | Dane DeHaan, Alex Russell, Michael B. Jordan | SUA                                         | | [ 64 ]          |                                  |
| Girl vs. Monster                                                         | Stuart Gillard                             | Olivia Holt | SUA                                         | |                 |                                  |
| The Hobbit: An Unexpected Journey                                        | Peter Jackson                              | Martin Freeman, Ian McKellen, Richard Armitage, Hugo Weaving, Ian Holm, Cate Blanchett, Sylvester McCoy, Christopher Lee | SUA New Zealand                             | | [ 65 ]          |                                  |
| Hotel Transylvania                                                       | Genndy Tartakovsky                         | Adam Sandler, Selena Gomez, Andy Samberg, Kevin James, David Spade, Steve Buscemi, Ceelo Green, Molly Shannon, Fran Drescher                                                                                                   | SUA                                         | Sony Pictures AnimationColumbia Pictures (distribuție)                                                                                |                 | septembrie 28, 2012              |
| John Dies at the End                                                     | Don Coscarelli                             | Chase Williamson, Rob Mayes, Paul Giamatti | SUA                                         | | [ 66 ]          |                                  |
| Journey 2: The Mysterious Island                                         | Brad Peyton                                | Josh Hutcherson, Vanessa Hudgens, Dwayne Johnson, Michael Caine | SUA                                         | | [ 67 ]          |                                  |
| Krishna Aur Kans                                                         | Vikram Veturi                              | Om Puri, Juhi Chawla, Prachi Save | India                                       | Reliance Entertainment | [ 68 ]          | 3 august 2012                    |
| The Lorax                                                                | Cinco Paul, Ken Daurio                     | Danny DeVito, Ed Helms, Zac Efron, Taylor Swift | SUA                                         | | [ 69 ]          |                                  |
| Mirror Mirror                                                            | Tarsem Singh                               | Julia Roberts, Lily Collins, Armie Hammer | SUA                                         | | [ 70 ]          |                                  |
| The Odd Life of Timothy Green                                            | Peter Hedges                               | Jennifer Garner, Joel Edgerton, Ron Livingston | SUA                                         | | [ 71 ]          |                                  |
| Painted Skin: The Resurrection                                           | Wuershan                                   | Zhou Xun, Zhao Wei, Chen Kun | China                                       | | [ 72 ]          |                                  |
| ParaNorman                                                               | Sam Fell, Chris Butler                     | Kodi Smit-McPhee, Anna Kendrick, Christopher Mintz-Plasse | SUA                                         | | [ 73 ]          |                                  |
| Ruby Sparks                                                              | Jonathan Dayton, Valerie Faris             | Paul Dano, Zoe Kazan, Elliott Gould | SUA                                         | | [ 74 ]          |                                  |
| Snow White & the Huntsman                                                | Rupert Sanders                             | Kristen Stewart, Charlize Theron, Chris Hemsworth, Ian McShane, Ray Winstone | SUA                                         | | [ 75 ]          | mai 30, 2012 (UK)                |
| The Twilight Saga: Breaking Dawn – Part 2                                | Bill Condon                                | Robert Pattinson, Kristen Stewart, Taylor Lautner | SUA                                         | | [ 76 ]          |                                  |
| Wolf Children                                                            | Mamoru Hosoda                              | | Japonia                                     | | [ 77 ]          |                                  |
| Wrath of the Titans                                                      | Jonathan Liebesman                         | Sam Worthington, Liam Neeson, Ralph Fiennes, Rosamund Pike, Bill Nighy | Spain SUA                                   | | [ 78 ]          |                                  |
| 2013                                                                     |                                            | |                                             | |                 |                                  |
| 47 Ronin                                                                 | Carl Erik Rinsch                           | Keanu Reeves, Cary-Hiroyuki Tagawa, Hiroyuki Sanada | SUA Japonia                                 | |                 |                                  |
| Avenged                                                                  | Michael S. Ojeda                           | Amanda Adrienne, Tom Ardavany, Ronnie Gene Blevins | SUA                                         | | [ 79 ]          |                                  |
| Beautiful Creatures                                                      | Richard LaGravenese                        | Alden Ehrenreich, Alice Englert, Emma Thompson | SUA                                         | | [ 80 ]          |                                  |
| Epic                                                                     | Chris Wedge                                | Colin Farrell, Josh Hutcherson, Amanda Seyfried, Christoph Waltz, Aziz Ansari | SUA                                         | | [ 81 ]          |                                  |
| Escape from Tomorrow                                                     | Randy Moore                                | Roy Abramsohn, Elena Schuber | SUA                                         | | [ 82 ]          |                                  |
| Frozen                                                                   | Chris Buck                                 | Kristen Bell, Idina Menzel, Jonathan Groff, Josh Gad | SUA                                         | | [ 83 ]          |                                  |
| Hansel and Gretel: Witch Hunters                                         | Tommy Wirkola                              | Jeremy Renner, Gemma Arterton, Famke Janssen | SUA                                         | | [ 84 ]          |                                  |
| The Hobbit: The Desolation of Smaug                                      | Peter Jackson                              | Martin Freeman, Ian McKellen, Richard Armitage, Luke Evans, Benedict Cumberbatch, Evangeline Lilly, Orlando Bloom, Sylvester McCoy, Stephen Fry                                                                                | SUA New Zealand                             | | [ 85 ]          |                                  |
| Innocence                                                                | Hilary Brougher                            | Sophie Curtis, Polina Nikiforova, Daniel Zovatto | SUA                                         | | [ 86 ]          |                                  |
| The Mortal Instruments: City of Bones                                    | Harald Zwart                               | Lily Collins, Jamie Campbell Bower, Robert Sheehan | Germania Canada                             | |                 |                                  |
| Jack the Giant Slayer                                                    | Bryan Singer                               | Nicholas Hoult, Eleanor Tomlinson, Stanley Tucci, Ewan McGregor, Ian McShane | SUA                                         | | [ 87 ]          |                                  |
| Man of Steel                                                             | Zack Snyder                                | Henry Cavill, Amy Adams, Michael Shannon, Diane Lane, Kevin Costner, Laurence Fishburne | SUA Regatul Unit                            | | [ 88 ]          |                                  |
| Monsters University                                                      | Dan Scanlon                                | Billy Crystal, John Goodman, Helen Mirren | SUA                                         | | [ 89 ]          |                                  |
| My Little Pony: Equestria Girls                                          | Jayson Thiessen                            | Tara Strong, Ashleigh Ball, Andrea Libman, Tabitha St. Germain | SUA Canada                                  | |                 |                                  |
| Oz the Great and Powerful                                                | Sam Raimi                                  | James Franco, Mila Kunis, Michelle Williams | SUA                                         | | [ 90 ]          |                                  |
| Percy Jackson: Sea of Monsters                                           | Thor Freudenthal                           | Logan Lerman, Alexandra Daddario, Brandon T. Jackson | SUA                                         | | [ 91 ]          |                                  |
| R.I.P.D.                                                                 | Robert Schwentke                           | Ryan Reynolds, Jeff Bridges, Kevin Bacon | SUA                                         | Dark Horse Entertainment, Original Film, Relativity Media                                                                             | Action comedy   | 17.07.2013                       |
| The Secret Life of Walter Mitty                                          | Ben Stiller                                | Ben Stiller, Kristen Wiig, Shirley MacLaine | SUA                                         | |                 |                                  |
| The Smurfs 2                                                             | Raja Gosnell                               | Neil Patrick Harris, Jayma Mays, Hank Azaria (Gargamel) | SUA                                         | | [ 93 ]          |                                  |
| Thor: The Dark World                                                     | Alan Taylor                                | Chris Hemsworth, Tom Hiddleston, Natalie Portman, Stellan Skarsgård, Idris Elba, Christopher Eccleston, Anthony Hopkins | SUA                                         | | [ 94 ]          |                                  |
| Warm Bodies                                                              | Jonathan Levine                            | Nicholas Hoult, Teresa Palmer, Rob Corddry | SUA                                         | | [ 95 ]          |                                  |
| 2014                                                                     |                                            | |                                             | |                 |                                  |
| Beauty and the Beast                                                     | Christophe Gans                            | Vincent Cassel, Léa Seydoux, Eduardo Noriega | Franța                                      | | [ 96 ]          |                                  |
| Bird People                                                              | Pascale Ferran                             | Josh Charles, Anaïs Demoustier, Roschdy Zem | Franța                                      | | [ 97 ]          |                                  |
| The Book of Life                                                         | Jorge R. Gutierrez                         | Diego Luna, Zoe Saldana, Channing Tatum | SUA                                         | | [ 98 ]          |                                  |
| The Boxtrolls                                                            | Anthony Stacchi, Graham Annable            | Isaac Hempstead-Wright, Elle Fanning, Ben Kingsley | SUA                                         | | [ 99 ]          |                                  |
| Dracula Untold                                                           | Gary Shore                                 | Luke Evans, Sarah Gadon, Dominic Cooper, Charles Dance | SUA                                         | | [ 100 ]         |                                  |
| Heavenly Sword                                                           | Gun Ho Jang                                | Anna Torv, Alfred Molina, Thomas Jane | SUA                                         | Blockade Entertainment | [ 101 ]         | 2014.09.02                       |
| Hercules                                                                 | Brett Ratner                               | Dwayne Johnson, Ian McShane, John Hurt | SUA                                         | | [ 102 ]         |                                  |
| The Hobbit: The Battle of the Five Armies                                | Peter Jackson                              | Martin Freeman, Ian McKellen, Richard Armitage, Luke Evans, Benedict Cumberbatch, Evangrine Lilly, Hugo Weaving, Orlando Bloom, Cate Blanchett, Sylvester McCoy, Christopher Lee                                               | New Zealand SUA                             | | [ 103 ]         |                                  |
| How to Train Your Dragon 2                                               | Dean DeBlois                               | Jay Baruchel, Cate Blanchett, Gerard Butler, Craig Ferguson, America Ferrera, Djimon Hounsou | SUA                                         | | [ 104 ]         |                                  |
| I, Frankenstein                                                          | Stuart Beattie                             | Aaron Eckhart, Bill Nighy, Yvonne Strahovski | SUA                                         | | [ 105 ]         |                                  |
| In Your Eyes                                                             | Brin Hill                                  | Zoe Kazan, Michael Stahl-David, Nikki Reed | SUA                                         | | [ 106 ]         |                                  |
| Into the Woods                                                           | Rob Marshall                               | Meryl Streep, Emily Blunt, Anna Kendrick, Johnny Depp | SUA                                         | | [ 107 ]         |                                  |
| Kiki's Delivery Service                                                  | Takashi Shimizu                            | Fuka Koshiba, Ryohei Hirota, Machiko Ono | Japonia                                     | | [ 108 ]         |                                  |
| The Legend of Hercules                                                   | Renny Harlin                               | Kellan Lutz, Scott Adkins, Gaia Weiss | SUA                                         | | [ 109 ]         |                                  |
| Legends of Oz: Dorothy's Return                                          | Will Finn, Daniel St. Pierre               | | SUA                                         | | [ 110 ]         |                                  |
| Lost River                                                               | Ryan Gosling                               | Christina Hendricks, Iain De Caestecker, Matt Smith | SUA                                         | | [ 111 ]         |                                  |
| Maleficent                                                               | Robert Stromberg                           | Angelina Jolie, Elle Fanning, Sharlto Copley | SUA                                         | | [ 112 ]         | mai 28, 2014 (USA)               |
| Night at the Museum: Secret of the Tomb                                  | Shawn Levy                                 | Ben Stiller, Robin Williams, Owen Wilson, Rebel Wilson, Ricky Gervais, Ben Kingsley | SUA                                         | | [ 113 ]         |                                  |
| One Hundred Thousand Bad Jokes                                           | Lu Hengyu, Li Shujie                       | Ketsu, Huangzhenji, Bao Mu Zhong Yang | China                                       | | [ 114 ]         |                                  |
| P-51 Dragon Fighter                                                      | Mark Atkins                                | Scott Martin, Stephanie Beran, Ross Brooks | SUA                                         | Archstone Pictures | [ 115 ]         | 19 august 2014                   |
| Premature                                                                | Daniel Beers                               | John Karna, Craig Roberts, Katie Findlay | SUA                                         | | [ 116 ]         |                                  |
| Song of the Sea                                                          | Tomm Moore                                 | | Ireland Denmark Franța Belgium Luxembourg   | | [ 117 ]         | 10 decembrie 2014 (FR / BE / LU) |
| Viy                                                                      | Oleg Stepchenko                            | Jason Flemyng, Aleksey Chadov, Valery Zolotukhin | Rusia                                       | | [ 118 ]         |                                  |
| WolfCop                                                                  | Lowell Dean                                | Leo Fafard, Amy Matysio, Jonathan Cherry | Canada                                      | Urban fantasy | [ 119 ]         |                                  |
| 2015                                                                     |                                            | |                                             | |                 |                                  |
| 10000 Years Later                                                        | Yi Li                                      | Joma, Yalayam, Yi Li | China                                       | | [ 120 ]         | March 27, 2015 (China)           |
| The Age of Adaline                                                       | Lee Toland Krieger                         | Blake Lively, Michiel Huisman, Harrison Ford, Ellen Burstyn | SUA                                         | |                 | April 24, 2015 (USA)             |
| Baahubali: The Beginning                                                 | S. S. Rajamouli                            | Prabhas, Rana Daggubati, Tamannaah | India                                       | | [ 121 ]         | iulie 10, 2015                   |
| The Shamer's Daughter                                                    | Kenneth Kainz                              | Rebecca Emilie Sattrup, Petra Maria Scott Nielsen, Peter Plaugborg, Maria Bonnevie, Søren Malling, Roland Møller, Jakob Oftebro, Stina Ekblad, Allan Hyde, Laura Bro, Olaf Johannessen, Jóhann G. Jóhansson, Adam Ild Rohweder | Denmark                                     | |                 | March 26, 2015 (Denmark)         |
| Bicycle Boy                                                              | Liu Kexin                                  | Tang Xiaoxi, Zhang Xueling, Lu Zhixing | China                                       | | [ 122 ]         | ianuarie 1, 2015 (China)         |
| Cinderella                                                               | Kenneth Branagh                            | Cate Blanchett, Lily James, Richard Madden, Stellan Skarsgård, Derek Jacobi, Helena Bonham Carter | Regatul Unit SUA                            | |                 | March 13, 2015 (USA)             |
| Digging Up the Marrow                                                    | Adam Green                                 | Adam Green, Kane Hodder, Tony Todd | SUA                                         | | [ 123 ]         | March 24, 2015 (USA)             |
| The Invincible Piglet                                                    | Song Zhantao                               | Cheung Laap Wai, Zhang Zhilu, Norman Chu | China                                       | | [ 124 ]         | April 3, 2015 (China)            |
| The Last Witch Hunter                                                    | Breck Eisner                               | Vin Diesel, Rose Leslie, Elijah Wood, Michael Caine | SUA                                         | |                 | octombrie 23, 2015 (USA)         |
| Monster Hunt                                                             | Raman Hui                                  | Bai Baihe, Kai Ko, Sandra Ng | China                                       | | [ 125 ] [ 126 ] | iulie 17, 2015 (China)           |
| Pan                                                                      | Joe Wright                                 | Levi Miller, Hugh Jackman, Garrett Hedlund, Rooney Mara | SUA                                         | |                 | octombrie 9, 2015 (USA)          |
| Pleasant Goat and Big Big Wolf – Amazing Pleasant Goat                   | Huang Weiming                              | Zu Qing, Zhang Lin, YYY | China                                       | | [ 127 ]         | ianuarie 31, 2015 (China)        |
| Seventh Son                                                              | Sergei Bodrov                              | Jeff Bridges, Ben Barnes, Julianne Moore | SUA Rusia                                   | |                 | februarie 6, 2015 (USA)          |
| Strange Magic                                                            | Gary Rydstrom                              | Alan Cumming, Evan Rachel Wood, Kristin Chenoweth | SUA                                         | |                 | ianuarie 23, 2015 (USA)          |
| Ted 2                                                                    | Seth MacFarlane                            | Mark Wahlberg, Seth MacFarlane, Amanda Seyfried, Morgan Freeman | SUA                                         | |                 | June 26, 2015 (USA)              |
| Three Bogatyrs. A Horse Movement, (, The Three Bogatyrs)                 | Konstantin Feoktistov                      | Sergei Makovetsky, Valery Solovyov | Rusia                                       | |                 |                                  |
| Xinnian is Coming – Uproar of Chuxi                                      | Yu Mingliang, Yang Xiaojun, Liang Donglong | Zhao Shuting, Fu Jie, Yi Xiaoyin | China                                       | | [ 128 ]         | februarie 19, 2015 (China)       |
| Zhong Kui: Snow Girl and the Dark Crystal                                | Peter Pau, Zhao Tianyu                     | Chen Kun, Li Bingbing, Winston Chao | China Hong Kong                             | |                 | februarie 19, 2015 (China)       |
| 2016                                                                     |                                            | |                                             | |                 |                                  |
| A Monster Calls                                                          | Juan Antonio Bayona                        | Felicity Jones, Liam Neeson | SUA                                         | |                 |                                  |
| Alice Through the Looking Glass, Sequel to 2010 film Alice in Wonderland | James Bobin                                | Johnny Depp, Mia Wasikowska, Anne Hathaway | SUA                                         | |                 |                                  |
| Assassin's Creed                                                         | Justin Kurzel                              | Michael Fassbender, Marion Cotillard, Jeremy Irons | SUA                                         | | [ 129 ]         |                                  |
| Doctor Strange                                                           | Scott Derrickson                           | Benedict Cumberbatch, Chiwetel Ejiofor, Rachel McAdams, Benedict Wong, Mads Mikkelsen, Tilda Swinton | SUA                                         | Marvel Studios |                 | octombrie 13, 2016 (Hong Kong)   |
| Pete's Dragon                                                            | David Lowery                               | Oakes Fegley, Bryce Dallas Howard, Robert Redford, Karl Urban | SUA                                         | |                 |                                  |
| Pride and Prejudice and Zombies                                          | Burr Steers                                | Lily James, Sam Riley, Matt Smith, Bella Heathcote | SUA                                         | |                 | februarie 5, 2016 (USA)          |
| The BFG                                                                  | Steven Spielberg                           | Mark Rylance | SUA                                         | |                 |                                  |
| Fantastic Beasts and Where to Find Them                                  | David Yates                                | Eddie Redmayne, Katherine Waterston, Alison Sudol, Colin Farrell | SUA                                         | |                 |                                  |
| Gods of Egypt                                                            | Alex Proyas                                | Gerard Butler, Nikolaj Coster-Waldau, Brenton Thwaites, Élodie Yung | SUA Australia                               | |                 | februarie 26, 2016 (USA)         |
| The Huntsman: Winter's War                                               | Frank Darabont                             | Chris Hemsworth, Charlize Theron, Emily Blunt, Jessica Chastain, Nick Frost | SUA                                         | |                 |                                  |
| The Jungle Book                                                          | Jon Favreau                                | Neel Sethi, Bill Murray, Idris Elba, Ben Kingsley, Lupita Nyong'o, Christopher Walken | SUA                                         | |                 |                                  |
| Kubo and the Two Strings                                                 | Travis Knight                              | Art Parkinson, Rooney Mara | SUA                                         | |                 |                                  |
| Moana                                                                    | Ron Clements, John Musker                  | Dwayne Johnson, Alan Tudyk | SUA                                         | Walt Disney Animation Studios |                 | November 23, 2016 (USA)          |
| Miss Peregrine's Home for Peculiar Children                              | Tim Burton                                 | Asa Butterfield, Eva Green, Samuel L. Jackson, Judi Dench | SUA                                         | | [ 130 ]         | septembrie 30, 2016 (USA)        |
| Trolls                                                                   | Mike Mitchell                              | Anna Kendrick, Justin Timberlake | SUA                                         | |                 |                                  |
| Warcraft                                                                 | Duncan Jones                               | Travis Fimmel, Ben Foster, Paula Patton | SUA                                         | |                 |                                  |
| 2017                                                                     |                                            | |                                             | |                 |                                  |
| Baahubali 2: The Conclusion                                              | S. S. Rajamouli                            | Prabhas, Rana Daggubati, Anushka Shetty | India                                       | | [ 131 ]         | April 28, 2017                   |
| Beauty and the Beast                                                     | Bill Condon                                | Emma Watson, Dan Stevens, Luke Evans, Kevin Kline, Josh Gad, Ewan McGregor, Stanley Tucci, Ian McKellen, Emma Thompson | SUA                                         | |                 | februarie 23, 2017 (UK)          |
| King Arthur: Legend of the Sword                                         | Guy Ritchie                                | Charlie Hunnam, Jude Law | Regatul Unit SUA Australia                  | |                 |                                  |
| Jumanji: Welcome to the Jungle                                           | Jake Kasdan                                | Dwayne Johnson, Jack Black, Kevin Hart, Karen Gillan | SUA                                         | |                 |                                  |
| Kong: Skull Island                                                       | Jordan Vogt-Roberts                        | Tom Hiddleston, Brie Larson, Samuel L. Jackson, John C. Reilly, John Goodman | SUA                                         | |                 |                                  |
| My Little Pony: The Movie                                                | Jayson Thiessen                            | Tara Strong, Ashleigh Ball, Andrea Libman, Tabitha St. Germain, Cathy Weseluck, Emily Blunt, Kristin Chenoweth, Liev Schreiber, Michael Peña, Sia, Taye Diggs, Uzo Aduba, Zoe Saldana                                          | SUA Canada                                  | |                 |                                  |
| Pirates of the Caribbean: Dead Men Tell No Tales                         | Joachim Rønning, Espen Sandberg            | Johnny Depp, Javier Bardem, Brenton Thwaites, Kaya Scodelario, Geoffrey Rush | SUA                                         | Jerry Bruckheimer Films |                 |                                  |
| The Shape of Water                                                       | Guillermo del Toro                         | Sally Hawkins, Michael Shannon, Richard Jenkins, Doug Jones, Michael Stuhlbarg, Octavia Spencer | SUA                                         | |                 | decembrie 1, 2017                |
| Smurfs: The Lost Village                                                 | Kelly Asbury                               | Rainn Wilson, Demi Lovato, Mandy Patinkin | SUA                                         | |                 |                                  |
| Thelma                                                                   | Joachim Trier                              | Eili Harboe, Kaya Wilkins, Henrik Rafaelsen, Ellen Dorrit Petersen | Norway                                      | Motlys, Film Väst, Snowglobe Film, Filmpool Nord, B-Reel, Le Pacte                                                                    | [ 132 ]         | 15 septembrie 2017 (Norway)      |
| Thor: Ragnarok                                                           | Taika Waititi                              | Chris Hemsworth, Tom Hiddleston, Cate Blanchett, Idris Elba, Jeff Goldblum, Tessa Thompson, Karl Urban, Mark Ruffalo, Anthony Hopkins                                                                                          | SUA                                         | |                 | octombrie 10, 2017               |
| Wonder Woman                                                             | Patty Jenkins                              | Gal Gadot, Chris Pine | SUA                                         | |                 | mai 15, 2017 (Shanghai)          |
| 2018                                                                     |                                            | |                                             | |                 |                                  |
| Aquaman                                                                  | James Wan                                  | Jason Momoa | SUA                                         | |                 |                                  |
| Christopher Robin                                                        | Marc Forster                               | Ewan McGregor, Hayley Atwell, Mark Gatiss, Jim Cummings | SUA                                         | |                 | august 3, 2018                   |
| Fantastic Beasts: The Crimes of Grindelwald                              | David Yates                                | Eddie Redmayne, Jude Law | SUA                                         | |                 |                                  |
| The Haunted House: The Secret of the Cave                                | Kim Byung-gab                              | Jo Hyeon-jeong, Kim Young-eun, Kim Chae-ha, Shin-Woo Shin | South Korea                                 | CJ ENM, Studio BAZOOKA | [ 133 ]         | July 25, 2018                    |
| Hotel Transylvania 3: Summer Vacation                                    | Genndy Tartakovsky                         | Adam Sandler, Selena Gomez, Andy Samberg, Kevin James, Steve Buscemi, David Spade, Keegan-Michael Key, Molly Shannon, Fran Drescher, Asher Blinkoff, Mel Brooks, Kathryn Hahn, Jim Gaffigan                                    | SUA                                         | |                 |                                  |
| The House with a Clock in Its Walls                                      | Eli Roth                                   | Jack Black, Cate Blanchett, Owen Vaccaro, Kyle MacLachlan, Renée Elise Goldsberry | SUA                                         | |                 | septembrie 21, 2018 (USA)        |
| Mandy                                                                    | Panos Cosmatos                             | Nicolas Cage, Andrea Riseborough, Linus Roache | Canada SUA                                  | Dark fantasy | [ 134 ]         | ianuarie 19, 2018                |
| The Nutcracker and the Four Realms                                       | Lasse Hallström, Joe Johnston              | Keira Knightley, Mackenzie Foy, Morgan Freeman | SUA                                         | |                 |                                  |
| 2019                                                                     |                                            | |                                             | |                 |                                  |
| Aladdin                                                                  | Guy Ritchie                                | Will Smith, Mena Massoud, Naomi Scott, Marwan Kenzari, Billy Magnussen | SUA                                         | Walt Disney Pictures |                 |                                  |
| Dumbo                                                                    | Tim Burton                                 | Colin Farrell, Eva Green, Danny DeVito, Michael Keaton, Alan Arkin | SUA                                         | Walt Disney Pictures |                 |                                  |
| Frozen II                                                                | Jennifer Lee, Chris Buck                   | Idina Menzel, Kristen Bell, Jonathan Groff, Josh Gad | SUA                                         | Walt Disney Animation Studios Walt Disney Studios Motion Pictures, (distribuție)                                                      |                 |                                  |
| The Haunted House: The Sky Goblin VS Jormungandr                         | Byun Young-kyu                             | Jo Hyeon-jeong, Kim Young-eun, Kim Chae-ha, Shin-Woo Shin, Kim Hyeon-ji | South Korea                                 | CJ ENM, Studio BAZOOKA | [ 135 ]         | December 17, 2019                |
| How to Train Your Dragon: The Hidden World                               | Dean DeBlois                               | Jay Baruchel, Gerard Butler, Craig Ferguson, America Ferrera, Jonah Hill, Christopher Mintz-Plasse, T. J. Miller, Kristen Wiig, Cate Blanchett                                                                                 | SUA                                         | DreamWorks Animation Universal Studios (distribuție)                                                                                  | [ 136 ]         |                                  |
| Jumanji: The Next Level                                                  | Jake Kasdan                                | Dwayne Johnson, Jack Black, Kevin Hart, Karen Gillan | SUA                                         | |                 |                                  |
| The Kid Who Would Be King                                                | Joe Cornish                                | Louis Ashbourne Serkis, Rebecca Ferguson | Regatul Unit SUA                            | |                 |                                  |
| Maleficent: Mistress of Evil                                             | Joachim Rønning                            | Angelina Jolie, Elle Fanning, Sam Riley, Harris Dickinson, Chiwetel Ejiofor, Michelle Pfeiffer | SUA                                         | Walt Disney Pictures |                 |                                  |
| Shazam                                                                   | David F. Sandberg                          | Zachary Levi, Mark Strong | SUA                                         | |                 |                                  |
| Toy Story 4                                                              | Josh Cooley                                | Tom Hanks, Tim Allen | SUA                                         | Pixar Animation Studios Walt Disney Studios Motion Pictures, (distribuție)                                                            |                 |                                  |